# Erophylla bombifrons
Erophylla bombifrons е вид бозайник от семейство Американски листоноси прилепи (Phyllostomidae).

## Разпространение
Видът произхожда от остров Испаньола, но присъства както на Хаити, така и в Доминиканската република и Пуерто Рико.